# Amadora Este (metropolitana di Lisbona)
Amadora Este è una stazione della linea Blu della Metropolitana di Lisbona.
La stazione è stata inaugurata nel 2004 assieme alla stazione di Alfornelos. All'apertura, il nome della stazione avrebbe dovuto essere Falagueira, ma è stato modificato appena prima dell'apertura.

## Interscambi
Nelle vicinanze della stazione effettuano fermata alcune linee automobilistiche interurbane, gestite da Vimeca/Lisboa Transportes.
- Fermata autobus